# ラシード・ムハンマド・サイード・アッ＝リファーイー
ラシード・ムハンマド・サイード・アッ=リファーイー（رشيد محمد سعيد الرفاعي　Rashid Muhammad Said al-Rifai、1929年5月1日 - 2009年9月3日）は、イラクのムサイーブ出身の元政治家。バアス党政権下のイラクで大使や大臣を歴任した。テレビや活字など日本のマスメディアでは、ラシード・M・S・アルリファイやアルリファイの名で知られている。

## 経歴

### 学歴
ラシードは少年時代から学業優秀で、電気工学の技術者を志していた。高校を優等生として卒業すると、1949年、奨学金を得てレバノンのベイルート・アメリカン大学に入学した。大学では数学を専攻し、1953年にバアス党へ入党した。大学を優等生として卒業した後はバグダードへ戻り、一旦はイラク国営電話会社に就職する。
別の奨学金が得られたので、ラシードはイギリスのブリストル大学に入学する。ブリストル大学でも優秀な学業成績を修めた。再びイラクへ帰国して、イラク国営電話会社に再就職した。
その後また別の奨学金を得たラシードは、アメリカのパデュー大学に入学する。パデュー大学でも学業に励んで、彼は電子工学の修士号を得た。続いて同国のライス大学の博士課程へ進み、電子工学の博士号を獲得する。

### 政治活動
イラク革命でバアス党のバクル議長が政権を取った1968年7月17日の夜、ラシードは大統領になったバクル議長から大統領府長官（国務大臣）に任命された。
その後1975年まで、バアス党政権下にあって石油・鉱物資源大臣、国務大臣、計画大臣、通信大臣、公共事業・住宅供給大臣などを歴任した。イラクのインフラストラクチャー整備を推進し、1972年には石油の国有化も成功させている。
1976年以後は政治活動を外交畑に移し、駐ベルギー特命全権大使（1975年-1983年）、駐中華人民共和国特命全権大使（1983年-1986年）、駐日特命全権大使（1986年-1993年）などを拝命している。在任中の1989年1月に昭和天皇が崩御、翌2月24日には東京で大喪の礼が執り行われた。ラシードは、自身の夫人やマルーフ副大統領、ザハウィ上級外務次官と共に参列した。ラシードが駐日イラク大使を務めていた期間は湾岸危機の時期に重なっていたので、在任中、テレビ出演や著書『アラブの論理』の執筆などを通じて、日本人にイラクやアラブ人の立場を説明することに尽力した。しかし、日本は湾岸危機を侵略戦争と断ずる立場を崩さず、宮内庁と外務省はラシードを含むイラク要人に対して明仁天皇の即位の礼への招待を一方的に取り消し、1990年11月中旬に執り行われた即位の礼にラシードらが参列することは叶わなかった。逆に、イラクに占領されて一時的に亡国の憂き目に遭っていたクウェートは、亡命政府からナーセル殿下を派遣し、即位の礼に参列している。1993年、ラシードは駐日大使を辞任。

### 引退
1993年、イラクへ帰国したラシードは、イラク戦争でバアス党政権が崩壊する2003年まで、イラク外務省の顧問を務めた。戦争後のイラクの惨状に耐えられなくなったラシードは、2006年にバグダードを去り、妻と共にヨルダンで暮らしていた。2009年9月3日逝去。

## 著書
- "The Effects of Drift Field and Field Gradient on the Quantum Efficiency of Photocells" （ライス大学・1966年）
- 『アラブの論理』 （講談社・1991年） ISBN 978-4062054010
- "Iraq and Japan, Rationale and Horizons" （バグダード大学（アラビア語版、英語版）・1997年）